# سوخور نامدار میرزاپور
سوخور نامدار میرزاپور، روستایی از توابع بخش گواور شهرستان گیلانغرب در استان کرمانشاه ایران است. سوخور (سو:سمت-جهت)(خور:خورشید-آفتاب)، سوخور یعنی محلی که خانه‌های آن به سمت خورشید ساخته شده‌اند و اصطلاحاً رو به آفتاب هستند. شغل مردم این روستا بیشتر کشاورزی و دامپروری است. در سالهای اخیر به دلیل عدم وجود فرصت‌های شغلی برای جوانان که همگی نیز تحصیل کرده می‌باشند، این عزیزان به ناچار برای کسب و کار به شهرهای بزرگ مهاجرت کرده‌اند.
یکی از از زیباترین جاذبه‌های تفریحی شهرستان گیلانغرب که در این روستا قرار دارد و سالانه اغلب در تعطیلات عید نوروز مسافران زیادی را از راه‌های دور و نزدیک به خود جذب می‌کند، کوه مِلِه نَی می‌باشد، که در زبان محلی آن را مِلْیَنَه نیز می‌خوانند و به معنای گردنهٔ نی می‌باشد، چرا که در گذشته‌های دور نِی‌زار بوده‌است، هر چند اکنون اثری از نی در این مکان یافت نمی‌شود.

## جمعیت
این روستا در دهستان حیدریه و در کنار جادهٔ "مله نی‏"‏ قرار دارد و براساس سرشماری مرکز آمار ایران سرشماری عمومی نفوس و مسکن، جمعیت آن ۲۲۵ نفر (۵۸خانوار) بوده‌است. این روستا از لحاظ تحصیلات، سرآمد سایر روستاهاست. به‌طوری‌که تعداد افرادی که دارای تحصیلات دانشگاهی هستند، حدود نود الی صد نفر می‌باشد. (یک نفر پزشک؛ هفت نفر پرستار؛ هشت نفر کارشناس ارشد؛ بیش از ۷۰ نفر لیسانس‏)‏. سوخور نامدار میرزاپور همچنین در زمینه ورزشی هم فعال بوده و دو بازیکن تیم ملی فوتبال بانوان در رده سنی جوانان و نوجوانان از این روستا می‌باشند.
سوخور نامدار مرکز فرهنگی سوخورها نیز می‌باشد. دبیرستان دخترانه؛ مدرسه راهنمایی دخترانه؛ دبستان و پایگاه مقاومت بسیج در این روستا قرار دارد. گردنهٔ زیبا و جذاب "مله نی‏"‏ که هر ساله گردشگران زیادی را به خود جذب می‌کند در این روستا قرار دارد. در فصل زیبا و دل‌انگیز بهار گردشگران زیادی از شهرستان‌های کشور به این گردنهٔ زیبا می‌آیند. بخصوص در روز سیزده فروردین که جمعیت زیادی مقصدشان مله نی می‌باشد.